# Per-Inge Walfridsson

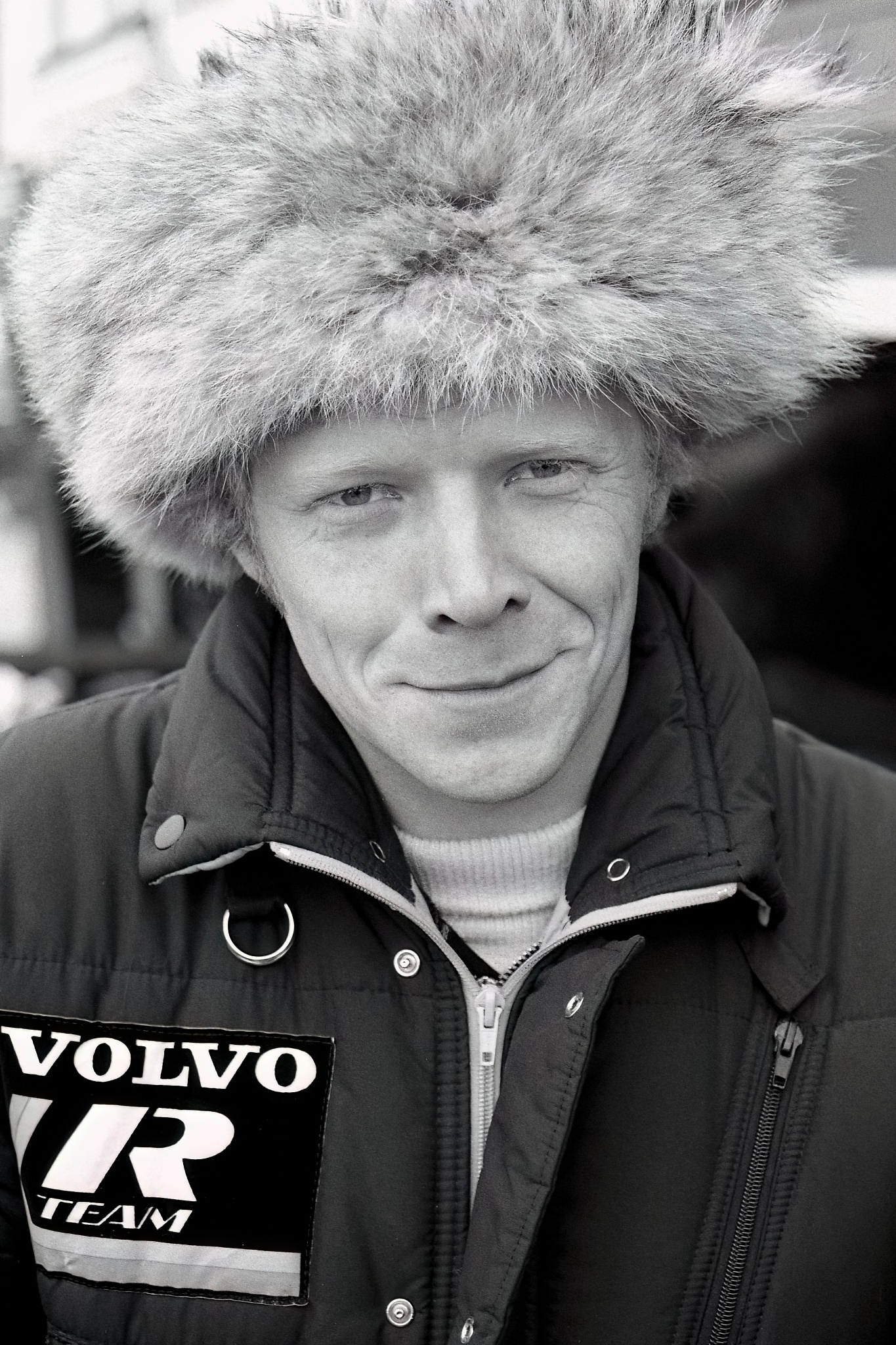
Per-Inge Walfridsson 1980

Per-Inge „PI“ Walfridsson (* 1. September 1950 in Torsby) ist ein schwedischer Autosportler, der als Rallye- und Rallycross-Fahrer sehr erfolgreich war. Er gehört zur Familie Walfridsson.

## Leben
Per-Inge, der Storebror (dt.: großer Bruder) des Walfridsson-Trios, ist verheiratet mit Inga-Lill und beide haben vier gemeinsame Kinder; die beiden Töchter Pernilla und Linda (die für kurze Zeit auch die Rallye-Copilotin von Pernilla war) und die zwei Söhne Joakim und Jonathan, die ebenfalls im Motorsport aktiv sind. Er wohnt in seinem Geburtsort Torsby und leitet heute als Ingenieur das Walfridssonsche Tiefbau-Unternehmen NIWA. Oliver Solberg, der Sohn von Petter Solberg und dessen Ehefrau Pernilla, ist sein Enkel.
Am Anfang seiner Karriere unterstützte Inga-Lill ihren Ehemann Per-Inge hin und wieder als Rallye-Beifahrerin. „PI“ war danach für einige Jahre Volvo-Werksfahrer (z. B. im Volvo R-Team) und Semi-Werksfahrer und galt für das schwedische Werk als der legitime Nachfolger des berühmten Rallyefahrers Tom Trana, Volvos Gegenstück zu Saabs legendärem Erik Carlsson „på Taket“ („Carlsson auf dem Dach“).
Als Walfridssons wichtigste internationalen Erfolge im Autosport zählen der Gewinn der FIA-Rallycross-Europameisterschaft 1980 (auf einem Volvo 343 Turbo) und der vierte Platz bei der RAC-Rallye 1973 (auf einem Volvo 142S, hinter dem Ford-Trio Timo Mäkinen, Roger Clark und Markku Alén und vor Renault-Alpine-Star Jean-Pierre Nicolas). Darüber hinaus holte er sich einen 6. und einen 10. Gesamtrang bei der RAC, gewann die Rallye Star Roof Of Africa 1975 und sicherte sich zwei Schwedische Rallycross-Meisterschaften (1977 und 1979).